# Brabham BT3
Brabham BT3  (Jack Brabham a Ron Tauranac, 3. design) byl vůz formule 1 týmu Brabham Racing Organisation, který se účastnil mistrovství světa v letech 1962–1965.

## Popis
Brabham BT3, byl prvním vozem formule 1 postavené společností Motor Racing Developments Ltd. Zakladatelem této společnosti byl konstruktér Ron Tauranac a pilot Jack Brabham a byli to právě tyto dva Australané, kteří vstoupili v roce 1962 do formule 1 s týmem Brabham Racing Organization. Model BT3 se poprvé představil v Grand Prix Německa 1962, Jack Brabham se s ním kvalifikoval na 24. místě, ale v závodě musel odstoupit pro problémy s akcelerátorem. První úspěch se dostavil již prvního září v závodě Gold Cup, kde Jack Brabham dojel na třetím místě. První vítězství zaznamenal Jack Brabham 28. června 1963 v Grand Prix Solitude. První zbarvení vozu bylo tyrkysové a až v roce 1963, kdy se Jack Brabham spojil s Danem Gurneyem, vozy získaly zelenou a zlatavou barvu.

## Technická data
- Váha: 485 kg
- Rozchod kol vpředu:
- Rozchod kol vzadu:
- Rozvor: 2311 mm
- Převodovka: Colotti-Francis type 34 šestistupňová manuální.
- Motor: Coventry Climax FWMV
  - V8 90°
  - Objem: 1.498 cm³
  - Výkon: 195 Bhp/8200 otáček
  - Zdvih: 60 mm
  - Vstřikování: Lucas
  - Palivový systém: 4 Weber 38DCNL/f.i.
  - Mazivo:
  - Palivo:
- Pneumatiky: Dunlop, Firestone
- Motor: BRM P56
  - V8 90°
  - Objem: 1.498 cm³
  - Výkon: 213 Bhp/10200 otáček
  - Zdvih: 60 mm
  - Vstřikování: Lucas
  - Palivový systém: 4 Weber 38DCNL/f.i.

## Výsledky vozu Brabham BT3

### Mistrovství světa formule 1
| Legenda k tabulce | Legenda k tabulce                                                                       |
| Barva             | Výsledek                                                                                |
| ----------------- | --------------------------------------------------------------------------------------- |
| Zlatá             | Vítěz                                                                                   |
| Stříbrná          | 2. místo                                                                                |
| Bronzová          | 3. místo                                                                                |
| Zelená            | Bodované umístění                                                                       |
| Modrá             | Nebodované umístění                                                                     |
| Modrá             | Dokončil neklasifikován (NC)                                                            |
| Fialová           | Odstoupil (Ret)                                                                         |
| Červená           | Nekvalifikoval se (DNQ)                                                                 |
| Červená           | Nepředkvalifikoval se (DNPQ)                                                            |
| Černá             | Diskvalifikován (DSQ)                                                                   |
| Bílá              | Nestartoval (DNS)                                                                       |
| Bílá              | Závod zrušen (C)                                                                        |
| Světle modrá      | Pouze trénoval (PO)                                                                     |
| Světle modrá      | Páteční testovací jezdec (TD)                                                           |
| Bez barvy         | Netrénoval (DNP)                                                                        |
| Bez barvy         | Vyřazen (EX)                                                                            |
| Bez barvy         | Nepřijel (DNA)                                                                          |
| Bez barvy         | Odvolal účast (WD)                                                                      |
| Bez barvy         | Nezúčastnil se (prázdné)                                                                |
| Označení          | Význam                                                                                  |
| Tučnost           | Pole position                                                                           |
| Kurzíva           | Nejrychlejší kolo                                                                       |
| †                 | Jezdec nedojel do cíle, ale byl klasifikován, protože odjel více než 90 % délky závodu. |
| ‡                 | Byl udělován poloviční počet bodů, protože bylo odjeto méně než 75 % délky závodu.      |
| Horní index       | Umístění bodujících jezdců ve sprintu                                                   |

- Body uvedené v tabulce se vztahují na celý tým Brabham, který současně nasazoval i jiné modifikace vozů.

| Rok  | Šasi        | Motor  | Pneu | Jezdci       | 1   | 2   | 3   | 4   | 5   | 6   | 7   | 8   | 9   | 10  | Body | Umístění |
| ---- | ----------- | ------ | ---- | ------------ | --- | --- | --- | --- | --- | --- | --- | --- | --- | --- | ---- | -------- |
| 1962 | Brabham BT3 | Climax | D    |              | NL  | MON | BEL | FRA | GBR | GER | ITA | USA | JAR |     | 6    | 7.       |
| 1962 | Brabham BT3 | Climax | D    | Jack Brabham |     |     |     |     | 4   | Ret |     | 4   | 4   |     | 6    | 7.       |
| 1963 | Brabham BT3 | Climax | D    |              | MON | BEL | NL  | FRA | GBR | GER | ITA | USA | MEX | JAR | 30   | 3.       |
| 1963 | Brabham BT3 | Climax | D    | Jack Brabham |     | Ret |     |     |     |     | 4   |     |     |     | 30   | 3.       |
| 1964 | Brabham BT3 | BRM    | D    |              | MON | NL  | BEL | FRA | GBR | GER | AUT | ITA | USA | MEX | 7    | 6.       |
| 1964 | Brabham BT3 | BRM    | D    | Ian Raby     |     |     |     |     | Ret |     |     | DNQ |     |     | 7    | 6.       |
| 1965 | Brabham BT3 | BRM    | D    |              | JAR | MON | BEL | FRA | GBR | NL  | GER | ITA | USA | MEX | 5    | 7.       |
| 1965 | Brabham BT3 | BRM    | D    | Chris Amon   |     |     |     |     | DNS |     |     |     |     |     | 5    | 7.       |
| 1965 | Brabham BT3 | BRM    | D    | Ian Raby     |     |     |     |     | 11  |     | DNQ | DNS |     |     | 5    | 7.       |

### Nemistrovské závody formule 1
| Rok  | Grand Prix                     | Okruh             | Jezdec       | Pozice      | Výsledky |
| ---- | ------------------------------ | ----------------- | ------------ | ----------- | -------- |
| 1962 | IX Gold Cup                    | Oulton Park       | Jack Brabham | 3. místo    | Výsledky |
| 1962 | Grand Prix Mexika              | Magdalena Mixhuca | Jack Brabham | 2. misto    | Výsledky |
| 1963 | Glover Trophy                  | Goodwood          | Jack Brabham | 6. místo    | Výsledky |
| 1963 | VIII Aintree 200               | Aintree           | Jack Brabham | Nestartoval | Výsledky |
| 1963 | XVI BRDC International Trophy  | Silverstone       | Jack Brabham | 7. místo    | Výsledky |
| 1963 | XIII Großer Preis der Solitude | Stuttgart         | Jack Brabham | 1. místo    | Výsledky |
| 1963 | IX Kanonloppet                 | Karlskoga         | Denny Hulme  | 4. místo    | Výsledky |
| 1963 | Grand Prix Rakouska            | Zeltweg           | Jack Brabham | 1. místo    | Výsledky |
| 1964 | II Daily Mirror Trophy         | Snetterton        | Ian Raby     | Nedokončil  | Výsledky |
| 1964 | I News of the World Trophy     | Goodwood          | Ian Raby     | Nedokončil  | Výsledky |
| 1964 | Grand Prix Syrakus             | Syracuse          | Ian Raby     | 8. místo    | Výsledky |
| 1964 | IX Aintree 200                 | Aintree           | Ian Raby     | 15. místo   | Výsledky |
| 1964 | XVI BRDC International Trophy  | Silverstone       | Ian Raby     | Nedokončil  | Výsledky |
| 1964 | Grand Prix Středomoří          | Enna-Pergusa      | Ian Raby     | Nestartoval | Výsledky |
| 1965 | I Daily Mail Race of Champions | Brands Hatch      | Ian Raby     | 9. místo    | Výsledky |
| 1965 | Grand Prix Syrakus             | Syracuse          | Ian Raby     | 8. místo    | Výsledky |
| 1965 | XVII BRDC International Trophy | Silverstone       | Ian Raby     | 12. místo   | Výsledky |